# Basilidiens
Les basilidiens étaient une secte gnostique paléochrétienne fondée à Alexandrie par Basilide au IIe siècle. Elle semble avoir compté des adeptes jusqu'au IVe siècle.
On ne les connaît que par les écrits de leurs détracteurs chrétiens, Agrippa Castor, Irénée, Clément d'Alexandrie, et Hippolyte de Rome, aux témoignages desquels on ne sait précisément quel crédit accorder.
D'après ceux-ci, ils ne croyaient pas en la crucifixion de Jésus Christ. Ils admettaient deux âmes dans le même homme pour expliquer les combats de la raison et des passions, et croyaient à la métempsycose. La doctrine des basilidiens différait de celle des simoniens, en ce qu'ils comptaient autant de cieux qu'il y a de jours dans l'année, trois cent soixante-cinq. Aussi regardaient-ils comme saint le mot Abrasax.